# 7월 8일
7월 8일은 그레고리력으로 189번째(윤년일 경우 190번째) 날에 해당한다.

## 사건
- 1497년 - 바스코 다 가마가 인도를 향한 항해에 나서다.
- 1592년 - 사천 해전 발발.
- 1863년 - 미국 남북전쟁 중 게티즈버그 전역: 본스보로 전투
- 1914년 - 쑨원이 일본 도쿄에서 중국혁명당을 결성했다.
- 1948년 - 김일성 내각수상이 최고인민회의 제5차 회의에서 태극기를 폐지하고 인공기로 교체했다
- 1967년 - 대한민국 중앙정보부가 동백림 사건을 발표하다.
- 1994년 - 김일성주석이 새벽 2시에 사망했다.
- 2014년 - 태풍 너구리가 오키나와를 강타해서 2명이 사망하고 50만명이 긴급대피하였다.
- 2019년
  - KBC 광주방송 사옥 이전
  - SBS 러브FM의 시사전망대가 28년 만에 폐지되었다.
- 2022년 - 일본 전 총리 아베 신조가 피살당했다.

## 문화
- 1889년 - 월 스트리트 저널의 초판이 발행되다.
- 2005년 - 국제올림픽위원회(IOC)가 싱가포르에서 개최된 제117차 IOC 총회에서 야구를 하계 올림픽 정식 종목에서 제외하기로 결정함.
- 2011년 - NASA의 마지막 우주왕복선 애틀랜티스 호가 발사되면서 미 항공우주국의 우주왕복선 프로그램(Space Shuttle program)이 끝을 맺다.
- 2014년 - 미네이랑의 비극, 2014년 FIFA 월드컵 준결승전 제 1경기 독일과 브라질의 경기에서 홈팀 브라질이 독일에 1-7로 대패하다.
- 2025년 - 충남교통방송이 개국했다.

## 탄생
- 1548년 - 조선의 정치인 김장생. (~1631년)
- 1593년 - 이탈리아의 여성 화가 아르테미시아 젠틸레스키. (~1656년)
- 1621년 - 프랑스의 작가 장 드 라퐁텐. (~1695년)
- 1838년 - 독일의 발명가 체펠린 백작. (~1917년)
- 1839년 - 미국의 기업가이자 자선가 존 D. 록펠러. (~1937년)
- 1851년 - 영국의 고고학자 아서 에번스. (~1941년)
- 1867년 - 독일의 민중화가 케테 콜비츠. (~1945년)
- 1882년 - 오스트레일리아의 작곡가 퍼시 그레인저. (~1961년)
- 1904년 - 프랑스의 수학자 앙리 카르탕. (~2008년)
- 1906년 - 미국의 건축가 필립 존슨. (~2005년)
- 1920년
  - 대한민국의 법조인 김선.
  - 네덜란드의 철학자 C. A. 반 퍼거슨. (~1996년)
- 1922년 - 대한민국의 군인 김종원. (~1964년)
- 1926년 - 미국의 의사 엘리자베스 퀴블러로스. (~2004년)
- 1928년 - 대한민국의 정치인 최훈.
- 1929년 - 미국의 야구 선수 엑토르 로페스. (~2022년)
- 1934년
  - 대한민국의 정치인, 기초자치단체장 윤명노. (~2022년)
  - 미국의 가수 스티브 로런스. (~2024년)
- 1937년
  - 대한민국의 신흥 종교 연구가 탁명환. (~1994년)
  - 대한민국의 정치인 주돈식. (~2022년)
- 1939년
  - 대한민국의 정치인 정동성. (~1999년)
  - 대한민국의 정치인, 광역의원 이기웅.
- 1942년 - 미국의 정치인 필 그램.
- 1944년 - 미국의 배우 제프리 탬버.
- 1945년 - 미국의 기독교 성직자 어빈 백스터.
- 1948년
  - 대한민국의 정치인 정화원.
  - 대한민국의 언론인 양영철.
- 1951년 - 미국의 배우 앤젤리카 휴스턴.
- 1954년 - 이탈리아의 유도 선수 출신 정치인 펠리체 마리아니.
- 1956년 - 대한민국의 배우 김영.
- 1958년
  - 미국의 배우 케빈 베이컨.
  - 이스라엘의 정치인 치피 리브니.
- 1959년 - 대한민국의 싱어송라이터 김범룡.
- 1960년
  - 대한민국의 야구 선수, 지도자 한대화.
  - 독일의 레슬링 선수 안드레아스 슈뢰더.
- 1961년 - 미국의 싱어송라이터 토비 키스. (~2024년)
- 1962년
  - 미국의 가수 조앤 오즈번.
  - 대한민국의 기업인 강원국.
- 1966년 - 대한민국의 배우 이태원.
- 1967년
  - 대한민국의 양궁인 서향순.
  - 일본의 성우 코우다 카호.
- 1968년
  - 미국의 배우 빌리 크루덥.
  - 일본의 성우 스야마 아키오.
- 1969년
  - 대한민국의 배우, 전 아나운서 임성민.
  - 대한민국의 정치인 김승원.
- 1970년 - 미국의 싱어송라이터 벡.
- 1971년 - 미국의 배우 어맨다 피터슨. (~2015년)
- 1972년 - 일본의 배우 타니하라 쇼스케.
- 1975년 - 인도네시아의 가수 아마라.
- 1976년
  - 대한민국의 농구 선수 조상현.
  - 러시아의 권투 선수 세르게이 카자코프.
- 1977년
  - 이탈리아의 축구 선수 크리스티안 아비아티.
  - 대한민국의 만화가 한현동.
  - 대한민국의 배우 원숙희.
- 1979년 - 대한민국의 야구 코치 , 전 야구 해설가, 전 야구 선수 현재윤.
- 1980년
  - 대한민국의 가수 루빈.
  - 아일랜드의 축구 선수 로비 킨.
- 1981년
  - 대한민국의 축구 선수 곽태휘.
  - 대한민국의 희극인 임우일.
  - 일본의 축구 선수 스즈키 게이타.
- 1982년
  - 대한민국의 아나운서, 미스코리아 장수연.
  - 대한민국의 야구 선수 성민규.
  - 대한민국의 전 야구 선수 손승현.
  - 미국의 배우 소피아 부시.
- 1983년
  - 일본의 성우 나카츠 마리.
  - 일본의 전 축구 선수 미야모토 다쿠야.
- 1984년
  - 대한민국의 배드민턴 선수 황지만.
  - 대한민국의 양궁 선수 최보민.
- 1985년 - 대한민국의 미스코리아 오은영.
- 1987년 - 러시아의 모델 블라다 로슬랴코바.
- 1988년
  - 대한민국의 축구 선수 임상협.
  - 대한민국의 전 희극인 박강균.
  - 대한민국의 프로게이머 김정민.
  - 대한민국의 가수 강진아.
  - 대한민국의 아나운서 김진웅.
- 1989년
  - 대한민국의 가수 손성아 (나인뮤지스).
  - 대한민국의 배우 서현석.
  - 대한민국의 배우 신현수.
- 1990년
  - 대한민국의 연극 배우 전희연.
  - 대한민국의 전직 스타크래프트 프로게이머 김시윤.
- 1991년
  - 대한민국의 가수 강태리.
  - 대한민국의 희극인 황신영.
  - 네델란드의 축구 선수 버질 판 데이크.
  - 대한민국의 가수 두리.
  - 영국의 배우 제이미 블래클리.
- 1992년
  - 대한민국의 래퍼 박경 (블락비).
  - 대한민국의 축구 선수 손흥민.
  - 코스타리카의 축구 선수 프란시스코 칼보.
  - 대한민국의 전 리그 오브 레전드 프로게이머 스코어.
  - 대한민국의 야구 선수 문경찬.
  - 미국의 가수 스카이 페레이라.
  - 미국의 성우 잰더 모버스.
  - 대한민국의 치어리더 이엄지.
- 1993년
  - 대한민국의 야구 선수 윤승열.
  - 대한민국의 배우 한소은.
  - 미국의 배우 데이비드 코런스웻.
- 1994년 - 대한민국의 가수 구원찬.
- 1996년 - 대한민국의 프로게이머 김영훈.
- 1997년
  - 대한민국의 가수, 국악인 박유민.
  - 중국의 가수, 배우 송신란.
- 1998년
  - 미국의 배우, 가수 마야 호크.
  - 미국의 배우 제이든 스미스.
- 2000년 - 미국의 배우 소피 니와이더. (~2025년)
- 2001년 - 대한민국의 축구 선수 김태준.
- 2004년
  - 대한민국의 축구 선수 홍성민.
  - 일본의 축구 선수 도미나가 니이나.
  - 미국의 가수 게일.
- 2005년 - 대한민국의 배우 김지영.
- 2008년
  - 대한민국의 스노보드 선수 김건희.
  - 일본의 가수 유미게타 아코.

## 사망
- 1115년 - 십자군을 선동했던 중세 유럽의 성직자 피에르 레르미트. (?~)
- 1623년 - 제234대 로마의 교황 교황 그레고리오 15세. (1554년~)
- 1695년 - 네덜란드의 물리학자·수학자, 천문학자 크리스티안 하위헌스. (1629년~)
- 1784년 - 스웨덴의 화학자·박물학자 토르베른 올로프 베리만. (1735년~)
- 1822년 - 영국의 시인 퍼시 비시 셸리. (1792년~)
- 1967년 - 영국의 배우 비비언 리. (1913년~)
- 1994년
  - 조선민주주의인민공화국의 국가주석 김일성. (1912년~)
  - 조선민주주의인민공화국의 정치인 조명선. (1923년~)
- 2003년
  - 대한민국의 판소리 명창 박동진. (1916년~)
  - 이란 출신의 샴 쌍둥이 비자니 자매. (1974년~)
- 2008년 - 대한민국의 비전향 장기수 김익진. (1930년~)
- 2016년 - 파키스탄의 자선가이자 운동가 압둘 사타르 에디. (1928년~)
- 2017년
  - 미국의 배우 넬슨 엘리스. (1977년~)
  - 이탈리아의 배우 엘사 마르티넬리. (1935년~)
- 2020년
  - 대한민국의 수학자 안재구. (1933년~)
  - 대한민국의 대통령 박정희의 딸 박재옥. (1937년~)
  - 대한민국의 인터넷 방송인, 유튜버 진엘론머스크. (1980년~)
  - 미국의 영화배우 나야 리베라. (1987년~)
  - 미국의 바이러스학자 플로시 웡스탈. (1946년~)
  - 코트디부아르의 정치인 아마두 공 쿨리발리. (1959년~)
- 2022년
  - 대한민국의 정치인, 지방의원 김부열. (1972년~)
  - 멕시코의 제57대 대통령 루이스 에체베리아. (1922년~)
  - 미국의 영화배우 그레고리 이친. (1948년~)
  - 미국의 영화배우, 성우 래리 스토치. (1923년~)
  - 미국의 영화배우 토니 시리코. (1942년~)
  - 앙골라의 제2대 대통령, 정치인 조제 에두아르두 두스 산투스. (1942년~)
  - 일본의 제90·96-98대 내각총리대신 아베 신조. (1954년~)
- 2023년 - 대한민국의 기업인 차수웅. (1940년~)

## 같이 보기
- 전날: 7월 7일 다음날: 7월 9일 - 전달: 6월 8일 다음달: 8월 8일
- 음력: 7월 8일
- 모두 보기